# När inför din dom jag stod
När inför din dom jag stod är en psalm, skriven 1936 av Elis Erlandsson. Musiken är skriven 1973 av Karl-Erik Svedlund. Texten är hämtad från Johannesevangeliet 8:1-11 och Lukasevangeliet 7:36-50.

## Publicerad i
- Herren Lever 1977 som nummer 896 under rubriken "Att leva av tro - Skuld - förlåtelse".[2]
- 1986 års psalmbok som nummer 548 under rubriken "Skuld - förlåtelse".
- Psalmer och Sånger 1987 som nummer 610 under rubriken "Att leva av tro - Skuld - förlåtelse".[1]